# Гвоздинський Віктор В'ячеславович
Гвоздинський Віктор В'ячеславович (25 лютого 1951 року, м. Володимир-Волинський) — український живописець, графік, громадський діяч. Член Національної спілки художників України (1985). Голова комітету з культури, мистецтва і духовності Громадської координаційної ради Рівненської області. Лауреат Міської мистецької премії імені Георгія Косміаді (2021).
Має вагомі здобутки в акварелях, сюжетних композиціях та пейзажах. Автор проєктів реконструкції кількох приміщень у Рівному. Ініціатор заснування обласної Премії в галузі образотворчого мистецтва імені Ніла Хасевича .
Живе і працює у Рівному.

## Життєпис
Народився 25 лютого 1951 року у Володимир-Волинському Волинської області. Згодом разом із батьками переїхав до Рівного.
У 1970 році закінчив Харківське художнє училище (викл. В. Богданов, Т. Шигимага). У 1975 році — Харківський художньо-промисловий інститут (викладачі С. Бєседін, А. Константинопольський, О. Мартинець).
З 1975 року Віктор Вячеславович працював у художньо-виробничому комбінаті Рівненської обласної організації Національної спілки художників України.
Разом із дружиною Ларисою Гвоздинською започаткували у Рівному створення монументальних робіт в техніці класичного вітражу. Створені Віктором Гвоздинським вітражі прикрашають Будинок урочистих подій, Палац дітей та молоді у Рівному, а також багато об'єктів в Рівненській області, Києві та Чехії.
У 1990-х роках митець довгий час жив і працював у Чехії. Провів чимало персональних виставок у Празі та інших містах (Мост, Шумперк, Єсенік).

## Творчість
Авторське бачення, композиційне вирішення та володіння різноманітними акварельними прийомами вирізняє його серед інших майстрів.
Автор часто користується прийомами монументального мистецтва вітражу. Творчість тяжіє до багатопланових побудов, у пейзажах передано образність думки і почуттів. Живописні твори В. Гвоздинського несуть у собі асоціативні відчуття, пов'язані з філософським, релігійним, психологічним осмисленням дійсності. В. Гвоздинський постійно прагне самовдосконалення, поринає у пошуки нової образної мови.
Роботи Віктора Гвоздинського зберігаються в Рівненському обласному краєзнавчому музеї, в галереї Національного університету «Острозька академія», в галареї Луцької міської ради, галереї санаторію «Авангард» (м. Немирів), в історичному музеї м. Нетішина, в Острозькому, Збаразькому, Дубенському історико-культурних заповідниках, в Академії мистецтв (м. Київ), в галереях Почаївської лаври, Духовного Центру (с. Зварниця), галереї м. Пйотрикув-Трибунальський (Польща), а також у приватних колекціях в Україні, Чехії, Франції, Польщі, США, Сербії, Росії, Італії, Австралії.

### Пейзажі. Акварелі
- серії акварелей «Карлові Вари» (1984), «Похмурий день» (1983), «Мрію про небо» (1983), «Скорбота» (1997), «Відчуття» (1998), «Особисте» (1999)
- серія пейзажів «Пйотраковські мотиви» (2003—2004)

#### Рівне у творчості художника
Чільне місце серед робіт митця посідає Рівне, яке стало рідним для Віктора Гвоздинського. Старовинні рівненські вулички, собори і церкви на картинах художника — яскраве свідчення закоханості та заглиблення у духовні традиції. Живописець надає перевагу експресивному, емоційному сприйняттю міського пейзажу та архітектури.

### Проєкти
У співавторстві із художником Ф. М. Бобриком розробив перший проєкт художнього оформлення нового приміщення Рівненського обласного краєзнавчого музею (1978). Автор проєкту перукарні «Ультра» (2002), проєкту реконструкції приміщення Ощадбанку, торгівельного центру (обидва на вул. C. Петлюри, 2003), приміщення Ощадбанку на майдані Незалежності, Укрексімбанку по вул. Київській, міського Центру зайнятості у Рівному. Також проєкту реконструкції парку в смт Гоща — пам'ятника садово-паркового мистецтва загальнодержавного значення.

## Громадська діяльність
Голова комітету по культурі, мистецтву і духовності Громадської координаційної ради у Рівненській області. Бере активну участь у збереженні культурної спадщини Рівненщини. За участі В. Гвоздинського були проведені пленер «Волинь історична», реалізовані проекти «Велика Волинь», «Мистецька скарбниця України». У 2016 р. з ініціативи В. Гвоздинського заснована обласна Премія в галузі образотворчого мистецтва імені Ніла Хасевича, мета якої — підтримати розвиток українського національного образртворчого мистецтва.
Цілі та завдання — створення Художнього музею у Рівному, розвиток міста в культурному, історичному та туристичному напрямках.

## Виставки
Учасник понад трьохсот обласних, понад сорока всеукраїнських та міжнародних виставок, більше двадцяти персональних виставок.
Зокрема:
- Всеукраїнська художня виставка «Абстрактний живопис України» (Київ, 2015)
- Всеукраїнське триєнале живопису (Київ, 2016)
- Всеукраїнська художня виставка абстрактного мистецтва (Київ, 2017)
- Міжнародна художня виставка сучасного мистецтва «Епоха майстрів» (Дубно, Варшава, 2017)
- «Український фолькмодерн — 2018» (Ченрівці, 2018)
- Міжнародна виставка «Арт-Акт» (Чернівці, 2019)
- Всеукраїнська художня виставка "Україна від Трипілля до сьогодення (Київ, 2020)
- Міжнародний пленер «Мистецькими шляхами Пінзеля» (Львів, 2020)
- Персональна художня виставка «Барви рідного краю» (Рівне, Обласний краєзнавчий музей, 2020)

## Нагороди
- Лауреат Міської мистецької премії імені Георгія Косміаді (Рівне, 2021)[14]